# Cryptocentrus cinctus
Cryptocentrus cinctus – gatunek ryby z rodziny babkowatych (Gobiidae).

## Występowanie
Zachodni Pacyfik od Wysp Yaeyama w Japonii na płn. po Wielką Rafę Barierową na płd. i od Singapuru na zach po Palau i Chuuk w Mikronezjii na wsch.
Żyje na piaszczystych lagunach i spokojnych zatokach na głębokości 1 – 25 m (zazwyczaj 10 – 25 metrów). Chroni się w norkach krewetek.

## Cechy morfologiczne
Osiąga 10 cm długości. W płetwach grzbietowych 7 twardych i 10 miękkich promieni, w płetwie odbytowej 1 twardy i 9 miękkich promieni. W płetwach piersiowych 16–18 promieni.
Występuje w dwóch odmianach barwnych: żółtej i ziemisto-białawej; obie formy z 4–5 śniadymi pręgami (słabiej widocznymi u żółtej formy) oraz niebieskawymi bądź białymi plamkami na głowie, grzbietowej stronie ciała i płetwach. Nad górną szczęką ciemnobrązowa pręga.

## Znaczenie
Hodowana w akwariach.